# مايك سميث (لاعب كرة قدم أمريكية)
مايك سميث (بالإنجليزية: Mike Smith)‏ هو لاعب كرة قدم أمريكية أمريكي، ولد في 28 أبريل 1958.